# László László
László László (Budapest, 1899. szeptember 23. – Budapest, Erzsébetváros, 1948. december 19.) géplakatossegéd, festőművész, spiritiszta médium, aki beismerte, hogy szélhámos.

## Élete
László Mihály és Sebestyén Mária fiaként született. Egy hónapig járt az elemi iskolába, később a Mosonyi utcai gyengeelméjűek iskolájában végzett. Elektrotechnikus ipari tanulónak alkalmazták. Részt vett az első világháborúban: a lengyel frontra vezényelték, onnét engedély nélkül átment az olaszra, majd belépett a Székely Légióba.
A háború után kezdett ismerkedni a spiritizmussal, szeánszokon vett részt, könyveket olvasott róla. Közben kisebb betöréseket követett el. 1921 márciusától körözött bűnöző volt katonai szökésért és padlásbetörésért. Gyakori látogatója volt a Váci utca 12. szám alatt található vendéglőnek.

## 1921–1923
1921-ben megalapította a Nincstelenek klubját, ahol mint médium mutatkozott be. A tagok előtt olyan meggyőző erővel beszélt a túlvilági élet szépségeiről, hogy egymás után hatan követtek el öngyilkosságot. Az újságok szerint hipnózist is alkalmazott. December harmadikán kettős öngyilkosságot kísérelt meg Knéz Emmivel, de ő könnyebb sérülésekkel túlélte. Ekkor vette őrizetbe a rendőrség.
A spiritizmus magyarországi szervezete, a Magyar Metapszichikai Társaság vezetője, gróf Nérei Ödön királyi tanácsos indítványozta, hogy vizsgálják meg, valóban rendelkezik-e László médium-adottságokkal. A rendőrségen rendezett szeánszon ugyan maguk a rendőrök nem észleletek semmit, sőt egyikük részletesen elmagyarázta, melyik apportjelenséget hogyan hamisította, a résztvevők többsége azonban médiumnak ismerte el. Tetteit szerintük egy Ramontán nevű szellem parancsára, megszállottság alatt követte el. A bíróság korábbi bűnei miatt elítélte. Több mint fél évig börtönben ült – azonban nem gyilkosság vagy emberölési kísérlet miatt. 1922-ben indultak a szellemidézések, amelyeken számos látványos apporttüneményt mutatott be. 1923-ban egy német spiritiszta-kutató, báró Schenk-Notzig is megjelent az üléseken, majd előadást tartott a Pázmány Péter Egyetemen a látottakról.
Nem sokkal később az egyik szeánszon egy gyanakvó résztvevő leleplezte. Maga László részletesen leírta minden trükknek a megoldását. (Ektoplazmát például libazsíros vattából állított elő.)
1939. november 3-án Budapesten, a Ferencvárosban házasságot kötött a nála 21 évvel fiatalabb Kun Magdolnával, Kun István és Kis Anna lányával.

## A leleplezés után
Tábori Róbert számára megírta önéletrajzát, de ő nem jelentette meg.
László László 1948. december 19-én hunyt el az Alsóerdősor utcai kórházban; halálát gyomorátfúródás okozta.
Révész László László festő az ő életére utalva vette fel a művésznevét.